# Universitario de Deportes na Copa Libertadores da América
O Universitario de Deportes foi o primeiro clube peruano a disputar a Copa Libertadores da América. Foi vice-campeão em 1972, sendo esta sua melhor participação no torneio continental. Naquele ano, pela primeira vez, um clube peruano chegou à final.
Está na 19ª posição na tabela histórica da Copa Libertadores da América, e a primeira entre os clubes peruanos. Em 27 de fevereiro de 1968, o Universitario derrotou o Always Ready da Bolívia por 6 a 0, sendo esta a vitória com maior saldo de gols conquistada pelo clube na competição.

## História

### Década de 1960
A primeira vez que o Universitario disputou a Copa Libertadores foi em 1961. Nessa edição, enfrentou o Peñarol nas quartas de final, perdeu o primeiro jogo e venceu o segundo, mas não conseguiu avançar para a próxima fase. Em 1967, a fase de grupos do Universitario foi boa, pois se classificou na segunda colocação, conquistou cinco vitórias, um empate e duas derrotas. Esses resultados levariam o clube peruano à semifinal. Na semifinal, o clube peruano empatou com o Racing da Argentina, embora o resultado que complicaria o Universitario fosse um empate em Lima contra o River Plate, onde se vencesse, estaria classificado para a final. Devido ao empate em pontos entre Racing e Universitario, uma partida de desempate foi disputada em Santiago do Chile, o clube argentino foi o vencedor.

### Década de 1970
Em 1972, o clube peruano chegou à final, após vencer Nacional e Peñarol na semifinal. A final foi disputada contra o Independiente de Argentina, o primeiro jogo em Lima foi um empate em 0 a 0, o que complicou as chances de conquista do título. Na Argentina, o Universitario lutou até o fim, mas foi derrotado por 2 a 1, o gol do clube peruano foi marcado por Percy Rojas aos 79 minutos. Esta foi a primeira e única final que o clube disputou ao longo de sua história.

### Década de 2020
Em 2020 o clube contou com o experiente técnico uruguaio Gregorio Pérez. Na primeira fase, o clube peruano derrotou o Carabobo da Venezuela, após empatar por 1 a 1 em Caracas e vencer por 1 a 0 em Lima. Cerro Porteño e Universitario se enfrentaram na segunda fase, a primeira partida foi um empate de 1 a 1 em Lima, o gol do Universitario foi marcado por Dos Santos. No Paraguai, o time local venceu por 1 a 0, o que significou a eliminação do clube peruano.
A Copa Libertadores de 2021 encontrou o time em um momento irregular, já que após a saída do técnico uruguaio Gregorio Pérez, o nível de jogo foi afetado. O primeiro jogo foi contra o Palmeiras, em Lima, até o minuto 93, o jogo estava 2 a 2, mas quase no final da partida, uma cabeçada de Renán daria a vitória ao clube brasileiro.Depois vieram as derrotas para Defensa y Justicia e Independiente del Valle. Na quarta partida, o Universitario conseguiu somar um ponto, após empatar contra Defensa y Justica em Lima. O próximo adversário foi o Independiente del Valle, jogo bastante disputado, mas com gols de Valera e Quina, o clube peruano venceu.O último jogo foi uma derrota retumbante, o resultado de 6 a 0 significou um dos piores jogos da história do clube peruano.
Em 2022, Universitario enfrentou o Barcelona de Guayaquil na segunda fase da Copa Libertadores. A primeira partida foi disputada no Equador, a equipe local venceu por 2 a 0, com gols de Castillo e Garcés, ambos no segundo tempo. Esta partida foi amplamente dominada pelo clube equatoriano.
A segunda partida foi disputada no Estádio Nacional de Lima, havia muita expectativa, pois se pensava que era possível o time se classificar, mas a sorte não estava do lado peruano. O jogo foi dominado pelo Universitario. Aos 24 minutos o jogador Sosa do Barcelona é expulso e o Universitario não soube aproveitar aquela vantagem, aos 66 minutos chegaria o gol de Martinez que colocaria o resultado a favor do time equatoriano, com isso as chances do clube peruano para continuar acabou no torneio continental.

## Partidas disputadas
| Data                                 | Fase                                 | Mandante                             | Placar                               | Visitante                            | Referência                           |
| Copa Libertadores da América de 1961 | Copa Libertadores da América de 1961 | Copa Libertadores da América de 1961 | Copa Libertadores da América de 1961 | Copa Libertadores da América de 1961 | Copa Libertadores da América de 1961 |
| ------------------------------------ | ------------------------------------ | ------------------------------------ | ------------------------------------ | ------------------------------------ | ------------------------------------ |
| 19 de abril de 1961                  | Fase de grupos                       | Peñarol                              | 5-0                                  | Universitario                        | [ 6 ]                                |
| 30 de abril de 1961                  | Fase de grupos                       | Universitario                        | 2-0                                  | Peñarol                              | [ 5 ]                                |
| Copa Libertadores da América de 1965 |                                      |                                      |                                      |                                      |                                      |
| 19 de fevereiro de 1965              | Fase de grupos                       | Universitario                        | 1-2                                  | Santos                               | [ 11 ]                               |
| 22 de fevereiro de 1965              | Fase de grupos                       | Universitario                        | 1-0                                  | Universidad de Chile                 | [ 12 ]                               |
| 6 de março de 1965                   | Fase de grupos                       | Santos                               | 2-1                                  | Universitario                        | [ 13 ]                               |
| 10 de março de 1965                  | Fase de grupos                       | Universidad de Chile                 | 5-2                                  | Universitario                        | [ 14 ]                               |
| Copa Libertadores da América de 1966 |                                      |                                      |                                      |                                      |                                      |
| 5 de fevereiro de 1966               | Fase de grupos                       | Universitario                        | 2-0                                  | Alianza Lima                         | [ 15 ]                               |
| 9 de fevereiro de 1966               | Fase de grupos                       | Deportivo Italia                     | 2-2                                  | Universitario                        | [ 16 ]                               |
| 12 de fevereiro de 1966              | Fase de grupos                       | Lara                                 | 0-0                                  | Universitario                        | [ 17 ]                               |
| 17 de fevereiro de 1966              | Fase de grupos                       | Universitario                        | 2-1                                  | Boca Juniors                         | [ 18 ]                               |
| 23 de fevereiro de 1966              | Fase de grupos                       | Universitario                        | 1-1                                  | River Plate                          | [ 19 ]                               |
| 2 de março de 1966                   | Fase de grupos                       | River Plate                          | 5-0                                  | Universitario                        | [ 20 ]                               |
| 8 de março de 1966                   | Fase de grupos                       | Universitario                        | 1-0                                  | Lara                                 | [ 21 ]                               |
| 13 de março de 1966                  | Fase de grupos                       | Universitario                        | 1-2                                  | Deportivo Italia                     | [ 22 ]                               |
| 18 de março de 1966                  | Fase de grupos                       | Boca Juniors                         | 2-0                                  | Universitario                        | [ 23 ]                               |
| 23 de março de 1966                  | Fase de grupos                       | Alianza Lima                         | 0-1                                  | Universitario                        | [ 24 ]                               |
| Copa Libertadores da América de 1967 |                                      |                                      |                                      |                                      |                                      |
| 4 de março de 1967                   | Fase de grupos                       | Universitario                        | 1-0                                  | Sport Boys                           | [ 25 ]                               |
| 11 de março de 1967                  | Fase de grupos                       | Deportivo Italia                     | 0-3                                  | Universitario                        | [ 26 ]                               |
| 15 de março de 1967                  | Fase de grupos                       | Deportivo Galicia                    | 2-0                                  | Universitario                        | [ 27 ]                               |
| 25 de março de 1967                  | Fase de grupos                       | Universitario                        | 2-0                                  | Deportivo Galicia                    | [ 28 ]                               |
| 28 de março de 1967                  | Fase de grupos                       | Universitario                        | 1-0                                  | Deportivo Italia                     | [ 29 ]                               |
| 28 de abril de 1967                  | Fase de grupos                       | Cruzeiro                             | 4-1                                  | Universitario                        | [ 30 ]                               |
| 3 de maio de 1967                    | Fase de grupos                       | Universitario                        | 2-2                                  | Cruzeiro                             | [ 31 ]                               |
| 16 de maio de 1967                   | Fase de grupos                       | Sport Boys                           | 0-1                                  | Universitario                        | [ 32 ]                               |
| 31 de maio de 1967                   | Semifinais                           | Universitario                        | 3-0                                  | Colo-Colo                            | [ 33 ]                               |
| 7 de junho de 1967                   | Semifinais                           | Universitario                        | 1-2                                  | Racing                               | [ 34 ]                               |
| 13 de junho de 1967                  | Semifinais                           | River Plate                          | 0-1                                  | Universitario                        | [ 35 ]                               |
| 15 de junho de 1967                  | Semifinais                           | Racing                               | 1-2                                  | Universitario                        | [ 36 ]                               |
| 29 de junho de 1967                  | Semifinais                           | Universitario                        | 2-2                                  | River Plate                          | [ 37 ]                               |
| 12 de julho de 1967                  | Semifinais                           | Colo-Colo                            | 0-1                                  | Universitario                        | [ 38 ]                               |
| 18 de julho de 1967                  | Semifinais                           | Racing                               | 2-1                                  | Universitario                        | [carece de fontes?]                  |
| Copa Libertadores da América de 1968 |                                      |                                      |                                      |                                      |                                      |
| 24 de janeiro de 1968                | Fase de grupos                       | Always Ready                         | 0-3                                  | Universitario                        | [carece de fontes?]                  |
| 28 de janeiro de 1968                | Fase de grupos                       | Jorge Wilstermann                    | 0-0                                  | Universitario                        | [carece de fontes?]                  |
| 15 de fevereiro de 1968              | Fase de grupos                       | Universitario                        | 1-1                                  | Sporting Cristal                     | [carece de fontes?]                  |
| 22 de fevereiro de 1968              | Fase de grupos                       | Universitario                        | 5-1                                  | Jorge Wilstermann                    | [carece de fontes?]                  |
| 27 de fevereiro de 1968              | Fase de grupos                       | Universitario                        | 6-0                                  | Always Ready                         | [carece de fontes?]                  |
| 2 de março de 1968                   | Fase de grupos                       | Sporting Cristal                     | 2-2                                  | Universitario                        | [carece de fontes?]                  |
| 14 de março de 1968                  | F2                                   | Universitario                        | 1-0                                  | Estudiantes                          | [carece de fontes?]                  |
| 21 de março de 1968                  | F2                                   | Universitario                        | 0-3                                  | Independiente                        | [carece de fontes?]                  |
| 9 de abril de 1968                   | F2                                   | Estudiantes                          | 1-0                                  | Universitario                        | [carece de fontes?]                  |
| 11 de abril de 1968                  | F2                                   | Independiente                        | 3-0                                  | Universitario                        | [carece de fontes?]                  |
| Copa Libertadores da América de 2014 |                                      |                                      |                                      |                                      |                                      |
| 11 de fevereiro de 2014              | Fase de grupos                       | Universitario                        | 0-1                                  | Vélez Sarsfield                      |                                      |
| 20 de fevereiro de 2014              | Fase de grupos                       | The Strongest                        | 1-0                                  | Universitario                        |                                      |
| 13 de março de 2014                  | Fase de grupos                       | Universitario                        | 0-1                                  | Atlético Paranaense                  |                                      |
| 20 de março de 2014                  | Fase de grupos                       | Atlético Paranaense                  | 3-0                                  | Universitario                        |                                      |
| 27 de março de 2014                  | Fase de grupos                       | Universitario                        | 3-3                                  | The Strongest                        |                                      |
| 8 de abril de 2014                   | Fase de grupos                       | Vélez Sarsfield                      | 1-0                                  | Universitario                        |                                      |
| Copa Libertadores da América de 2017 |                                      |                                      |                                      |                                      |                                      |
| 2 de fevereiro de 2017               | F2                                   | Deportivo Capiatá                    | 1-3                                  | Universitario                        | [ 39 ]                               |
| 9 de fevereiro de 2017               | F2                                   | Universitario                        | 0-3                                  | Deportivo Capiatá                    | [ 40 ]                               |
| Copa Libertadores da América de 2018 |                                      |                                      |                                      |                                      |                                      |
| 22 de janeiro de 2018                | F1                                   | Oriente Petrolero                    | 2-0                                  | Universitario                        | [ 41 ]                               |
| 26 de janeiro de 2018                | F1                                   | Universitario                        | 3-1                                  | Oriente Petrolero                    | [ 42 ]                               |
| Copa Libertadores da América de 2020 |                                      |                                      |                                      |                                      |                                      |
| 21 de janeiro de 2020                | F1                                   | Carabobo                             | 1-1                                  | Universitario                        | [ 43 ]                               |
| 28 de janeiro de 2020                | F1                                   | Universitario                        | 1-0                                  | Carabobo                             | [ 44 ]                               |
| 5 de fevereiro de 2020               | F2                                   | Universitario                        | 1-1                                  | Cerro Porteño                        | [ 45 ]                               |
| 12 de fevereiro de 2020              | F2                                   | Cerro Porteño                        | 1-0                                  | Universitario                        | [ 7 ]                                |
| Copa Libertadores da América de 2021 |                                      |                                      |                                      |                                      |                                      |
| 21 de abril de 2021                  | FGr                                  | Universitario                        | 2-3                                  | Palmeiras                            | [ 46 ]                               |
| 28 de abril de 2021                  | FGr                                  | Defensa y Justicia                   | 3-0                                  | Universitario                        | [ 47 ]                               |
| 5 de maio de 2021                    | FGr                                  | IDV                                  | 4-0                                  | Universitario                        | [ 48 ]                               |
| 12 de maio de 2021                   | FGr                                  | Universitario                        | 1-1                                  | Defensa y Justicia                   | [ 49 ]                               |
| 18 de maio de 2021                   | FGr                                  | Universitario                        | 3-2                                  | IDV                                  | [ 50 ]                               |
| 27 de maio de 2021                   | FGr                                  | Palmeiras                            | 6-0                                  | Universitario                        | [ 51 ]                               |
| Copa Libertadores da América de 2022 |                                      |                                      |                                      |                                      |                                      |
| 23 de fevereiro de 2022              | F2                                   | Barcelona SC                         | 2-0                                  | Universitario                        | [ 52 ]                               |
| 2 de março de 2022                   | F2                                   | Universitario                        | 0-1                                  | Barcelona SC                         | [ 10 ]                               |